# Seriazione cronologica
In archeologia, la seriazione è costituita da un insieme di tecniche diverse atte a stabilire la sequenza degli elementi distintivi di un contesto archeologico in ordine cronologico.
Si distinguono comunemente due tipi di seriazione: la seriazione contestuale e la seriazione di frequenza. 
- La seriazione contestuale si basa sulla presenza/assenza di un elemento individuabile di un contesto (unità stratigrafica di un deposito, corredo funerario di una sepoltura, stile decorativo di un manufatto, ecc.).
- La seriazione di frequenza, invece, misura l'abbondanza/scarsità proporzionale al contesto considerato dell'elemento individuabile.